# 森隆介
森 隆介（もり たかすけ、1856年（安政3年10月）- 1933年（昭和8年）2月27日）は、明治から昭和時代初期の政治家。自由民権運動家。衆議院議員（1期）。

## 経歴
下総国豊田郡、のちの茨城県結城郡宗道村（千代川村を経て現下妻市）に生まれる。自由民権運動に身を投じ、一政社、絹水社、同舟社、常総共立社などを組織する。自由党の結成にも加わり、雑誌『常総の青年』を発刊した。のち茨城県会議員を務めた。
1890年（明治23年）7月の第1回衆議院議員総選挙では茨城県第4区から出馬し当選するが当選無効となる。つづく第2回総選挙でも当選し衆議院議員を1期務めた。